# Quinceañera
Quinceañera (no Brasil Quinze Anos pelo SBT em 1991 e Meus Quinze Anos pela CNT Gazeta em 1997) é uma telenovela mexicana produzida por Carla Estrada para a Televisa e exibida pelo Las Estrellas, entre 5 de outubro de 1987 e 26 de fevereiro de 1988.
Foi a segunda telenovela escrita por René Muñoz. Adaptada do filme de mesmo nome e de autoria dele próprio, o folhetim inovou ao ser tornar um dos primeiros no México a tratar de assuntos até então considerados tabus, tais como gravidez na adolescência, drogas e gangues.
A trama foi protagonizada por Adela Noriega, Thalía, Ernesto Laguardia e Rafael Rojas, com atuações estrelares de Luis Bayardo, Jorge Lavat, Blanca Sánchez e Silvia Caos e antagonizada por Julieta Egurrola, Nailea Norvind, Sebastián Ligarde e Inés Morales.

## Sinopse
Beatriz e Maricruz estudam juntas e são melhores amigas. Ambas estão prestes a completar quinze anos e sonham com suas respectivas festas de debutantes.
Beatriz é uma menina rica que não se sente amada pelos próprios pais. Sua mãe, a renomada advogada Ana Maria, não tem tempo para se dedicar à filha por causa do trabalho e seu pai tenta comprar a afeição da filha através de presentes caros, as ela quer a atenção deles e não carinhos materiais.
Maricruz é uma garota pobre que é apaixonada pelo mecânico Pancho, mas sua mãe, a ambiciosa Carmen, não permite o namoro, por querer um homem rico para a sua filha.
O temido Memo é o líder de uma perigosa gangue de adolescentes bandidos e usuários de drogas se sente atraído por Maricruz. Como sabe que ela é uma garota de família e que jamais se envolveria com um bandido, usa de sua maldade e tenta afastá-la de Pancho. Ele faz Pancho acreditar que ele próprio, Memo, tenha estuprado Maricruz. Assim sendo, Pancho perde o interesse por Maricruz, já que ele fica revoltado, mesmo pensando que foi um estupro, não mais a aceita por ela ter perdido a virgindade, fato que a deixa arrasada pois a história é tudo mentira, mas ela é ameaçada por Memo e tem que ficar quieta.
Maricruz passa a contar com o apoio da amiga Beatriz por conta desse terrível fato em sua vida, assim as duas amigas que se gostam como irmãs dão força uma a outra. Tanto Beatriz como Maricruz são virgens e Beatriz dá a ideia dela se entregar a Pancho e provar a ele a verdade, mas Maricruz está magoada com ele e tem medo da primeira vez, típico temor das jovens.
Enquanto isso, após a pressão de Carmen para que seus filhos subam na vida, Maricruz se revolta por completo com a mãe. Gerardo, irmão de Maricruz, começa a namorar Beatriz e a engravida sem querer. Assustado, Gerardo abandona Beatriz após ela revelar a ele que está grávida. Maricruz fica horrorizada e tenta convencer o irmão a assumir o bebê, uma tentativa em vão. Ela passa a ajudar a amiga, que fica arrasada, pois ele foi seu primeiro namorado e não a amava de verdade.
Beatriz teme muito a reação da mãe, já que Gerardo é pobre e a largou grávida, seria uma grande vergonha para os pais. Ela então, com ajuda de Maricruz, cria coragem e revela tudo a mãe, que entra em choque, mas para sua sorte, pode contar pela primeira vez com o apoio dos pais frente à situação inesperada, mas um ato do destino a faz perder o bebê e a deixa mais triste, inclusive Maricruz, pois o bebê seria seu sobrinho.
Enquanto isso, Maricruz tem que se resolver com o bandido Memo que a ameaça cada vez mais, pois ele a quer de qualquer forma, mas ela ama Pancho incondicionalmente. Ela tem que tentar convencer Pancho a acreditar nela de alguma forma, mesmo achando que isso é improvável, pois mesmo com a história do estupro, ele já havia a largado de qualquer forma.
Maricruz continua a tentar fugir de Memo de todas as formas, além de ajudar Beatriz, que ainda é apaixonada por Gerardo.

## Produção
Em 1987, Carla Estrada teve uma ideia que mudaria a história da teledramaturgia mexicana. A partir do livro homônimo de René Muñoz, ela produziu Quinceañera (cujo título original significa algo como "debutante"). Foi a primeira telenovela lançada para agradar ao público adolescente. Com isso, foram debatidos temas considerados tabus para a época, como gravidez indesejada e estupro. Anteriormente, a própria Estrada havia lançado uma novela direcionada ao público jovem, intitulada Pobre juventud. Esta, contudo, não agradou ao público, o que faz muitos considerarem Quinceañera a primeira telenovela do México direcionada ao público adolescente.
Apesar do projeto em si ter agradado à Televisa, Estrada optou pela escolha de um elenco que não estava de acordo com as ideias dos executivos da rede. Ela queria Ernesto Laguardia, praticamente um desconhecido, para o principal papel masculino. Também queria Nailea Norvind, também quase desconhecida, para viver a vilã Leonor. O presidente da Televisa, Emilio Azcárraga Milmo, se opôs à escalação. Mas Estrada foi até o fim e conseguiu o elenco que idealizara, lançando o nome de ambos para a fama.
Adela Noriega, a protagonista Maricruz, estava cotada para protagonizar Rosa salvaje. A Televisa, entretanto, aproveitou que Verónica Castro retornara à rede e, aproveitando-se de sua lucrativa imagem internacional, a colocou no papel que seria de Noriega em Rosa salvaje. À época, comentou-se que o papel de Maricruz em Quinceañera fora dado a Noriega como consolo.
Thalía havia sido lançada por Estrada em Pobre señorita Limantour, uma novela anterior que foi um enorme fracasso. Assim sendo, o rosto de Thalía, até então integrante do grupo Timbiriche, era praticamente uma novidade nas telenovelas. Beatriz foi um dos papéis mais marcantes e complexos de toda a carreira de Thalía. Ironicamente, ela não foi a primeira opção para Beatriz, e sim Paulina Rubio, também integrante do Timbiriche, que recusou o papel pelo fato da personagem engravidar, o que poderia manchar sua carreira. 
A telenovela sofreu forte censura do governo mexicano, que não permitia a exibição de temas sensíveis como estupro e palavras consideradas desaforadas, como amante. Para contornar a situação, a equipe da novela tinha que modificar as palavras proibidas, além de mostrar o estupro como um fato que ocorreu apenas na cabeça da protagonista.

## Elenco
- Adela Noriega - Maricruz Fernández Sarcoser
- Thalía - Beatriz Villanueva Contreras
- Ernesto Laguardia - Pancho
- Rafael Rojas - Gerardo Fernández Sarcoser
- Sebastián Ligarde - Guillermo "Memo" López
- Nailea Norvind - Leonor
- Julieta Egurrola - Carmen Sarcoser de Fernández
- Blanca Sánchez - Ana María Contreras de Villanueva
- Jorge Lavat - Roberto Villanueva
- Margarita Sanz - Eduviges Sarcoser
- Luis Bayardo - Ramón Fernández
- Armando Araiza - Chato
- Fernando Ciangherotti - Sergio Iturralde Contreras
- Omar Fierro - Arturo
- Inés Morales - Elvira Contreras vda. de Iturralde
- Maricarmen Vela - Enriqueta Solórzano
- Roberto Ballesteros - Antonio
- Karen Sentíes - Teresa
- Julieta Bracho - Srta. Palmira
- Silvia Caos - Consuelo
- René Muñoz - Timoteo "Timo"
- Abraham Méndez - Ernesto
- Rosario Granados - Rosalía vda. de Contreras
- Carlos Espejel - Indalecio "Reintegro"
- Alejandra Gollas - Adriana Fernández Sarcoser
- Ana Bertha Espín - Estela
- Christopher Lago - Carlitos
- Lucero Lander - Alicia
- Meche Barba - Lupe
- Marta Aura - Gertrudis
- Enrique Gilabert - Sr. Villarreal
- Ricardo De Loera - Lic. Espinoza
- Alicia Montoya - Licha
- Lucha Moreno - Virginia Campos
- Ana Silvia Garza - Srta. Sofía
- Rolando de Castro Sr. - Arquitecto de la Barrera
- Ana María Aguirre - Cristina
- Pancho Müller - Andrés "Toluco" López
- Gabriel Fernández - El Chamo
- Rosa Elena Díaz - Madre Esperanza
- Alejandro Rábago - Anselmo
- Blas García - Teodoro
- Mauricio Ferrari - Padre del Chamo
- Keiko - Orca

## Exibição no Brasil
Foi exibida no Brasil, pelo SBT, entre 1 de outubro e 2 de dezembro de 1991 em 54 capítulos, sucedendo Rosa Selvagem e sendo substituída por Ambição.
Aproveitando o sucesso de Thalía no Brasil, a CNT Gazeta adquiriu os direitos de exibição de Quinceañera e a exibiu no horário nobre (20h50) sob o título Meus 15 Anos entre 8 de setembro e 7 de novembro de 1997.

## Remakes
- Em 2000, foi feito o primeiro remake, chamado de Primer amor... a mil por hora, protagonizada por Anahí, Ana Layevska, Kuno Becker e Valentino Lanús. O SBT exibiu o remake em questão em 2003.

- Em 2012 foi feito outro remake suavizado da novela, chamado de Miss XV, protagonizado por Paulina Goto e Natasha Dupeyrón; esta trama foi exibida na Nickelodeon em 2012 e no Canal 5 mexicano pouco depois.

## Prêmios  e Indicações

### Prêmios TVyNovelas 1988
| Categoria                    | Nomeado(a)        | Resultado |
| ---------------------------- | ----------------- | --------- |
| Melhor telenovela            | Carla Estrada     | Ganhadora |
| Melhor vilão                 | Sebastián Ligarde | Ganhador  |
| Melhor atriz juvenil         | Adela Noriega     | Ganhadora |
| Melhor ator jovem            | Ernesto Laguardia | Ganhador  |
| Melhor revelação feminina    | Thalía            | Ganhadora |
| Melhor revelação masculina   | Armando Araiza    | Ganhador  |
| Melhor historia ou adaptação | René Muñoz        | Ganhador  |
| Melhor vilã jovem            | Nailea Norvind    | Ganhadora |